# Noatak (Alaska)
Noatak ist ein Ort und ein census-designated place (CDP) im Northwest Arctic Borough in Alaska in den Vereinigten Staaten. Das U.S. Census Bureau hatte bei der Volkszählung 2020 eine Einwohnerzahl von 570 ermittelt. Das Eskimo-Dorf liegt im Inupiaq-Sprachenraum.

## Geographie
Noatak befindet sich im Nordwesten von Alaska am Unterlauf des Noatak River. Der 18 m hoch gelegene Ort liegt etwa 75 km nördlich vom Verwaltungszentrum Kotzebue. Noatak verfügt über einen Flugplatz.

## Geschichte
Das Eskimo-Dorf wurde von Ivan Petroff beim Zensus im Jahr 1880 als „Noatagamute“ geführt. Die Einwohnerzahl lag im Jahr 1910 bei 121, im Jahr 1920 bei 164, im Jahr 1930 bei 212, im Jahr 1939 bei 336 sowie im Jahr 1950 bei 326. 1940 wurde ein Postamt eröffnet. Seit 1980 ist Noatak ein census-designated place. Die Bevölkerung von Noatak lebt hauptsächlich von Subsistenzwirtschaft, insbesondere von Karibu.

## Demografie
Zum Zeitpunkt der Volkszählung im Jahre 2020 (U.S. Census 2020) hatte Noatak 570 Einwohner auf einer Landfläche von 41,52 km². Von den Einwohnern waren 25 Weiße, einer afrikanisch-amerikanischer sowie 531 amerikanisch-indianischer Abstammung.
Beim Zensus im Jahr 2000 wurden 428 Einwohner gezählt, 2010 waren es 514.